# Michaił Naumienkow
Michaił Siergiejewicz Naumienkow, ros. Михаил Сергеевич Науменков (ur. 19 lutego 1993 w Moskwie) – rosyjski hokeista, reprezentant Rosji.

## Kariera
- CSKA-Krasnaja Armija Moskwa (2009-2010)
- Krasnaja Armija Moskwa (2010-2014)
  -  THK Twer (2012/2013)
- CSKA Moskwa (2013-2020)
  -  Kubań Krasnodar (2013/2014)
  -  Admirał Władywostok (2013/2014)
  -  Kristałł Bierdsk (2013/2014)
- Saławat Jułajew Ufa (2020-)

Wychowanek CSKA Moskwa. W KHL Junior Draft z 2010 został wybrany przez tenże klub. Przez pięć sezonów grał w juniorskich rozgrywkach MHL. W drużynie seniorskiej CSKA w rozgrywkach KHL występuje od sezonu KHL (2013/2014). W jego trakcie, w grudniu 2013 został przekazany do Admirała Władywostok (w toku wymiany za Enwera Lisina, zaś wraz z nim przekazany został Ilja Zubow), a na początku edycji KHL (2014/2015) we wrześniu 2014 został przywrócony do CSKA. W kwietniu 2015 podpisał tam trzyletni kontrakt. W sezonie KHL (2017/2018) był kapitanem drużyny. W lipcu 2020 prolongował umowę o rok. Pod koniec listopada 2020 został przetransferowany z CSKA do Saławata Jułajew Ufa w toku wymiany za Nikitę Sosznikowa.
W kadrze juniorskiej Rosji uczestniczył w turnieju mistrzostw świata juniorów do lat 20 edycji 2012. W sezonie 2016/2017 został reprezentantem kadry seniorskiej kraju.

## Sukcesy
Reprezentacyjne
- Srebrny medal mistrzostw świata juniorów do lat 20: 2012
- Złoty medal Jr Super Series: 2013

Klubowe
- Złoty medal MHL /  Puchar Charłamowa: 2011 z Krasnają Armiją Moskwa
- Srebrny medal MHL: 2012 z Krasnają Armiją Moskwa
- Puchar Kontynentu: 2015, 2016, 2017, 2019, 2020 z CSKA Moskwa
- Złoty medal mistrzostw Rosji: 2015, 2019, 2020 z CSKA Moskwa
- Srebrny medal mistrzostw Rosji: 2016, 2018 z CSKA Moskwa
- Pierwsze miejsce w Dywizji Tarasowa w sezonie zasadniczym: 2015, 2016, 2017, 2018, 2019, 2020 z CSKA Moskwa
- Pierwsze miejsce w Konferencji Zachód w sezonie zasadniczym: 2015, 2016, 2017, 2019, 2020 z CSKA Moskwa
- Puchar Otwarcia: 2015 z CSKA Moskwa
- Finał KHL o Puchar Gagarina: 2016, 2018 z CSKA Moskwa
- Puchar Gagarina: 2019 z CSKA Moskwa

Indywidualne
- MHL (2011/2012):
  - Pierwsze miejsce w klasyfikacji kanadyjskiej wśród obrońców w sezonie zasadniczym: 34 punkty
- KHL (2018/2019):
  - Trzecie miejsce w klasyfikacji +/- w sezonie zasadniczym: +35
  - Piąte miejsce w klasyfikacji +/- w fazie play-off: +11